# تنگه شوکالسکی
تنگه شوکالسکی (روسی: Пролив Шокальского) یک تنگه آبی در شمال یاقوتستان کشور روسیه است.